# Lotus pedunculatus
Lotus pedunculatus là một loài thực vật trong họ Fabaceae.

## Hình ảnh

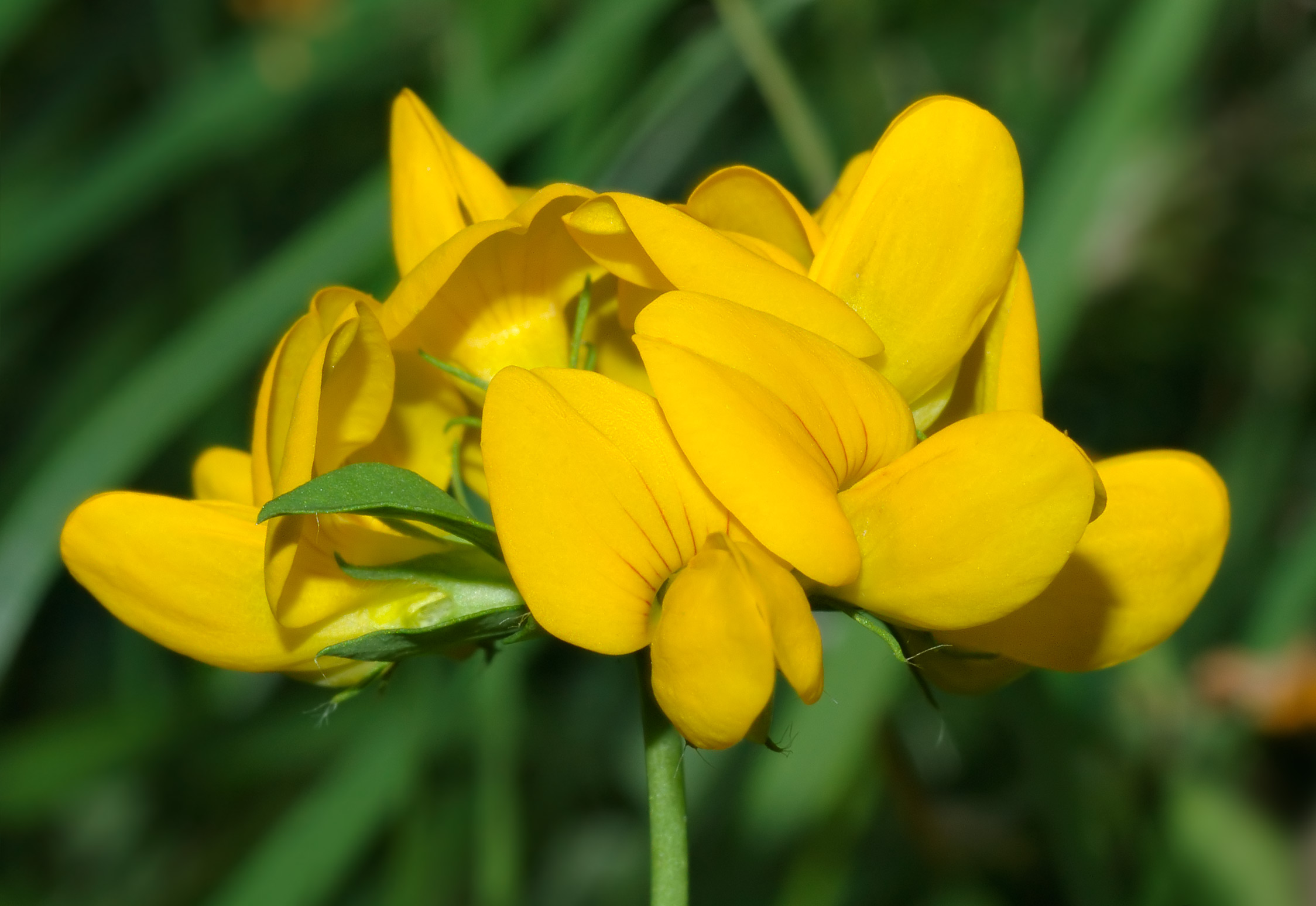
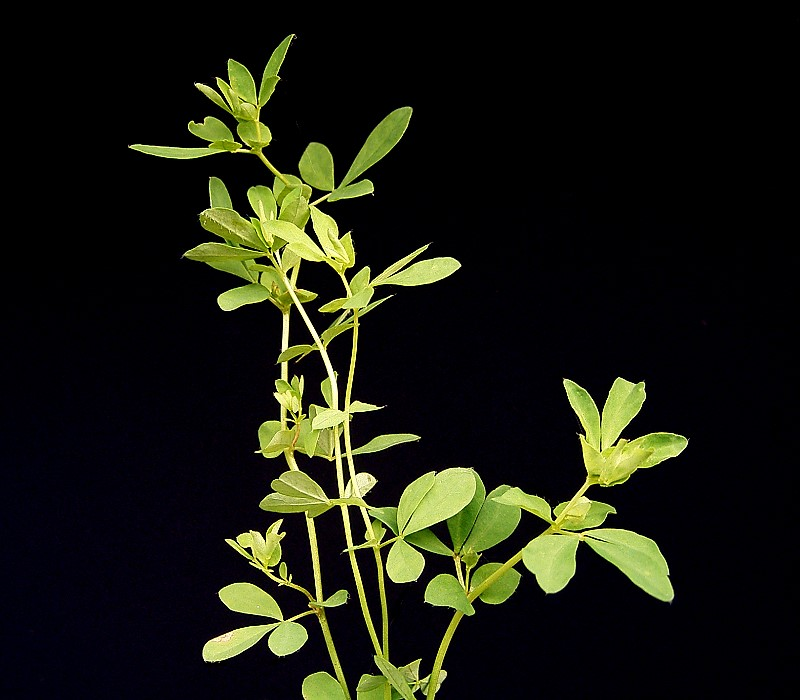
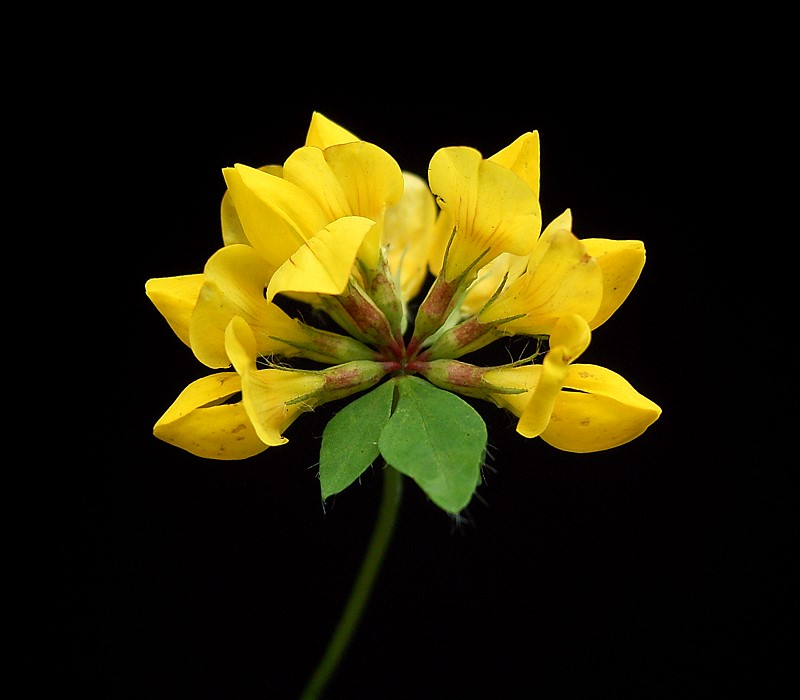
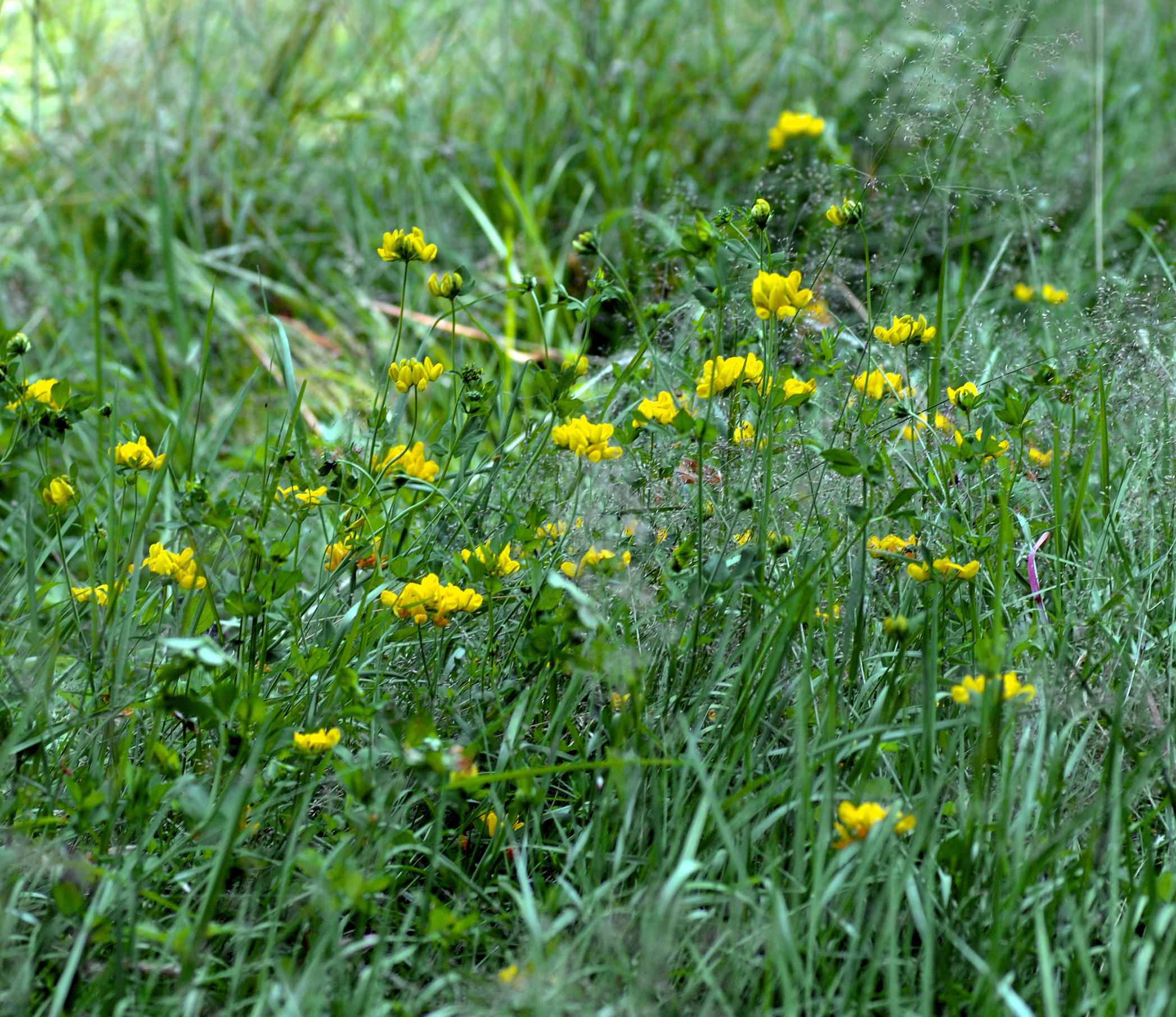